# Giấy dán tường

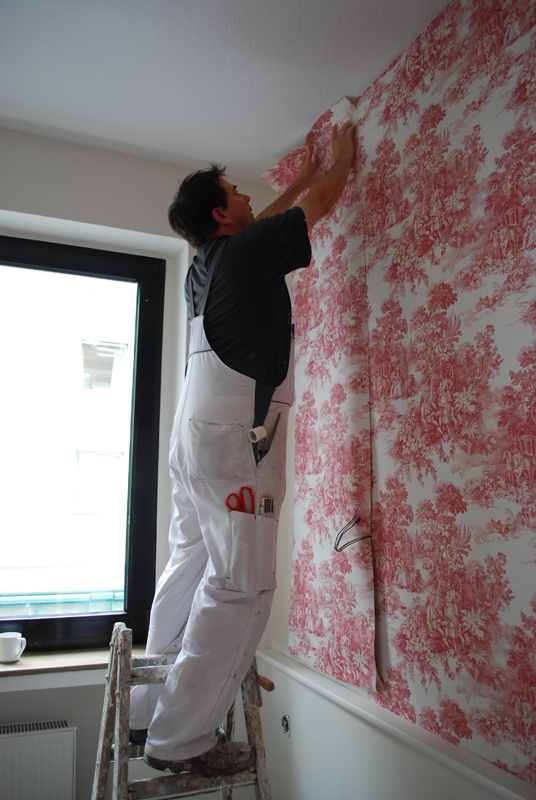
Dán giấy dán tường với họa tiết lặp lại

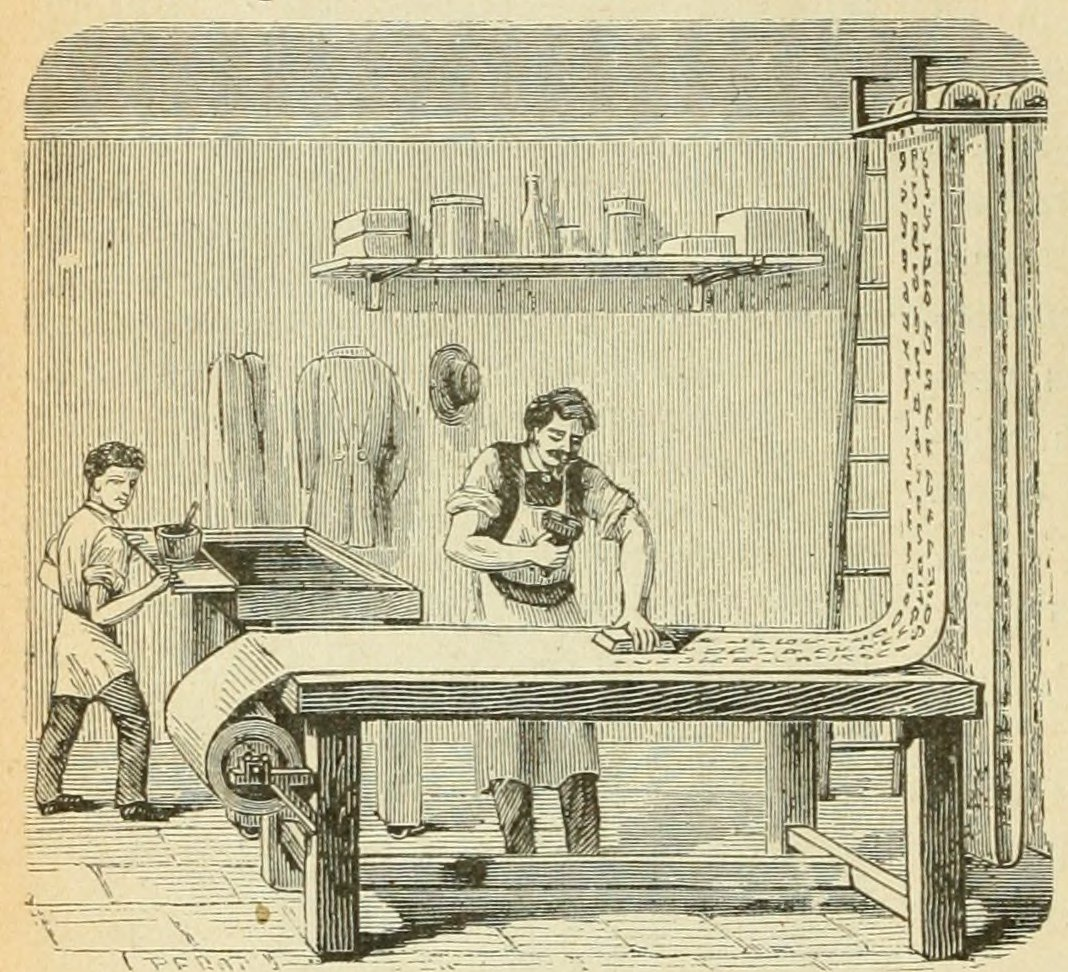
Kỹ thuật in khắc gỗ lên giấy dán tường tại Pháp năm 1877

Giấy dán tường là một loại vật liệu được sử dụng trong trang trí nội thất như trang trí các bức tường trong ngôi nhà, văn phòng, quán cà phê, các tòa nhà chính phủ, các viện bảo tàng, bưu điện, các căn hộ chung cư, chung cư cao cấp, biệt thự, cửa hàng, showroom và các công trình khác. Giấy dán tường thường được bán theo từng cuộn và có thể dán vào tường bằng keo dán tường.
Thế Giới Giấy dán tường có thể là giấy trơn (dùng để vẽ lên trên hoặc che đi các khuyết điểm của bức tường), các hình vẽ hoặc họa tiết lặp đi lặp lại, hoặc là một hình vẽ lớn gồm nhiều phần gộp lại với nhau.

## In ấn
In giấy dán tường là sử dụng công nghệ in phủ UV hiện đại tiến hành in lên bề mặt nổi của giấy dán tường, từ đó tạo các hoạ tiết 2D sắc nét, hoặc thậm chí là cả các họa tiết 3D sống động, có tính thẩm mỹ cao. In UV giúp hình ảnh được sắc nét, lên màu tốt và bền màu hơn những công nghệ khác.
Bên cạnh đó, công nghệ in UV có thể in trên nhiều chất liệu nên quý khách có thể thoải mái lựa chọn chất liệu phù hợp với mình. In mực UV cũng hoàn toàn an toàn với môi trường và sức khỏe con người. Cho nên quý khách có thể dùng để in trang trí khắp nhà cũng không cần lo lắng.

### Xuất bản trong thế kỷ 19
- James Ward (1851), "Paper-staining and paper-hangings", The world in its workshops, London: William S. Orr and Co.
- James Arrowsmith (1856), The paper-hanger's companion, Philadelphia: H. C. Baird
- Hints for painters, decorators, and paper-hangers, New York: Industrial Publication Co., 1882
- Arthur S. Jennings (1892), Practical Paper Hanging: A Handbook on Decoration in Paper and Other Materials, NY: Comstock, OCLC 21098353

### Xuất bản trong thế kỷ 20
1900s-1920s
- Wall-papers old and new, New York: N. McClelland, 1900, OCLC 14871977
- George Whiteley Ward (1900), Wall paper, London: Pitman
- Kate Sanborn (1905), Old time wall papers, Greenwich, Conn: The Literary Collector Press
- Chisholm, Hugh, biên tập (1911). "wall-coverings" . Encyclopædia Britannica (ấn bản thứ 11). Cambridge University Press.
- Hunter, George Leland (1918), "Wall Papers", Decorative textiles, Philadelphia: J.B. Lippincott Company, OCLC 339212
- Alvah Horton Sabin (1918), "Papering", House Painting, Glazing, Paper Hanging, and Whitewashing, John Wiley & Sons, inc.
- Nancy McClelland. Historic Wall-Papers: From Their Inception to the Introduction of Machinery (Philadelphia: J. B. Lippincott Co., 1924)
- Léon Moussinac (1924), Étoffes imprimées et papiers peints, Paris: A. Lévy, OCLC 2897395
- A. V. Sugden and J. L. Edmundson: A History of English Wallpaper Lưu trữ ngày 21 tháng 10 năm 2016 tại Wayback Machine, 1509–1914 (London, 1925)

1930s-1970s
- E. A. Entwisle: ‘Painted Chinese Wallpapers’, Connoisseur, xciii (1934)
- H. Clouzot and C. Follot: Histoire du papier peint en France (Paris, 1935)
- E. A. Entwisle: The Book of Wallpaper (London, 1954)
- "The Hang of Wallpapering." Popular Mechanics, March 1954, pp. 177–182, the basics.
- E. A. Entwisle: A Literary History of Wallpaper (London, 1960)
- Cooper Union Museum for the Arts of Decoration. (1961), Wallpaper, New York{{Chú thích}}:  Quản lý CS1: địa điểm thiếu nhà xuất bản (liên kết)
- B. Greysmith: Wallpaper (London, 1976)

1980s-1990s
- James Hamm and Patricia D. Hamm, "Historic Wallpaper in the Historic Structure: Factors Influencing Degradation and Stability," Conservation Within Historic Buildings, The International Institute for Conservation of Historic and Artistic Works, London (1980).
- Wallpaper in the collection of the Cooper-Hewitt Museum, the Smithsonian Institution's National Museum of Design, New York, NY: Cooper-Hewitt Museum, 1981
- O. Nouvel: Wallpapers of France, 1800–1850 (London, 1981)
- C. C. Oman and J. Hamilton: Wallpapers: A History and Illustrated Catalogue of the Collection of the Victoria and Albert Museum (London, 1982)
- F. Teynac, P. Nolot and J. D. Vivien: Wallpaper: A History (London, 1982)
- J. Hamilton: An Introduction to Wallpaper (London, 1983)
- Bruce Bradbury. A Laymen's Guide to Historic Wallpaper Reproduction (An Overview of Historic and Modern Production Techniques, Some Jargon Unravelled, and Some Tips on Dating Historic Patterns). Bulletin of the Association for Preservation Technology, Vol. 16, No. 1, Decorative Finishes (1984)
- Nylander (1986). Wallpaper in New England. Boston: Society for the Preservation of New England Antiquities.
- M. Schoeser: Fabrics and Wallpapers: Twentieth Century (London, 1986)
- B. Jacque and O. Nouvel-Kammerer: Le Papier peint décor d’illusion (Barenbach, 1987)
- P. J. Kipp: ‘Wallpaper Conservation’, IADA Preprints, 7th International Congress of Restorers of Graphic Art: Uppsala, 1991
- E. F. Koldeweij, M. J. F. Knuijt and E. G. M. Adriaansz: Achter het behang: 400 jaar wanddecoratie in het Nederlandse binnenhuis (Amsterdam, 1991)
- R. C. Nylander: Wallpapers for Historic Buildings (Washington, DC, 1992)
- London Wallpapers: Their Manufacture and Use, 1690–1840 (exh. cat. by T. Rosaman, London, RIBA, 1992)
- L. Hoskins, ed.: The Papered Wall (London, 1994)
- Kosuda-Warner, Joanne, Kitsch to Corbusier: Wallpapers from the 1950s (exhibition catalogue) Cooper-Hewitt National Design Museum, Smithsonian Institution, New York, 1995

### Xuất bản trong thế kỷ 21
- O. Nouvel: French Scenic Wallpaper, 1790–1865 (Paris, 2000)
- J. Kosuda-Warner and E. Johnson: Landscape Wallcoverings (London, 2001)
- L. Jackson: Twentieth-century Pattern Design: Textile & Wallpaper Pioneers (New York, 2002)
- G. Saunders: Wallpaper in Interior Decoration (London, 2002)
- On the Wall: Contemporary Wallpaper (exh. cat. by J. Tannenbaum and M. B. Stroud, Providence, RI, Sch. Des., Mus. A., 2003)
- L. Lencek and G. Bosker: Off the Wall: Wonderful Wall Coverings of the Twentieth Century (San Francisco, 2004)
- L. Hoskins: The Papered Wall: The History, Patterns and Techniques of Wallpaper (London, 2005)
- B. Jacque and others: ‘Wallpaper in the Royal Apartments at the Tuileries, 1789–1792’, Stud. Dec. A., xiii/1 (Fall–Winter 2005–6)